# مادر مروارید

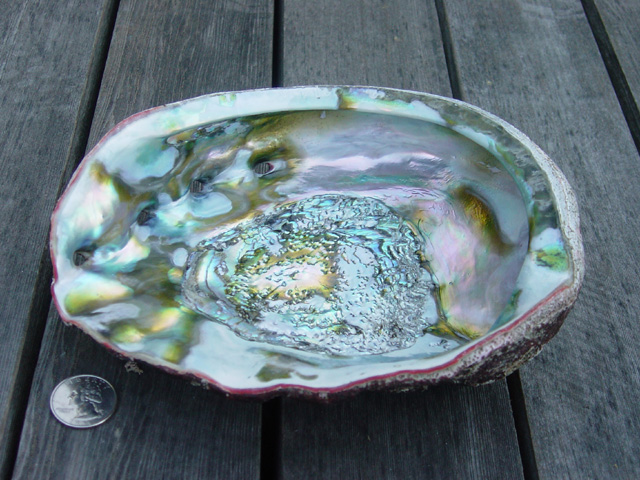
رنگین‌تابی سطح داخلی پوسته گوش‌قرمزدریا از کالیفرنیای شمالی، قطر سکه حدود یک اینچ است.

مادر مروارید (به انگلیسی: Nacre), یک ماده چندسازه آلی و غیرآلی است که توسط برخی نرم‌تنان به عنوان یک لایه پوسته داخلی تولید می‌شود. همچنین ماده‌ای است که مروارید از آن تشکیل شده است. مستحکم، انعطاف‌پذیر و رنگین‌تاب است.
مادر مروارید در برخی از قدیمی‌ترین دودمان‌ها از دوکفه‌ای‌ها، شکم‌پایان و سرپایان یافت می‌شود. با این حال، لایه داخلی در اکثریت صدف نرم‌تنان، پرسلانی است، و نه مادرمرواریدی، این معمولاً منجر به درخشش غیررنگین‌تابی می‌شود، یا به‌ندرت رنگین‌تابی غیرمادر مرواریدی مانند ساختار شعله‌ای همان‌طور که در مرواریدهای صدف حلزونی دیده می‌شود.
لایه بیرونی مرواریدهای پرورشی و لایه داخلی صدف مروارید و پوسته دوکفه‌ای‌های مروارید آب‌شیرین از مادر مروارید ساخته شده است. از دیگر خانواده‌های نرم‌تنان که دارای لایه پوسته داخلی مادرمرواریدی هستند، می‌توان به شکم‌پایان‌دریایی مانند گوش‌دریا، حلزون‌های نوک‌دار و حلزون‌های دستارپوش اشاره کرد.

## خصوصیات فیزیکی

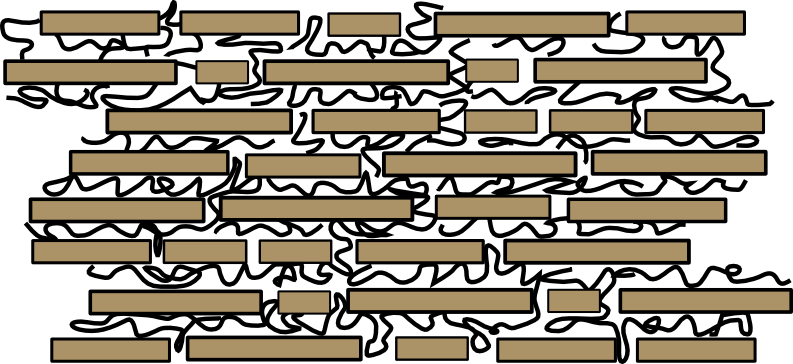
نمایش ساختار ذره‌بینی لایه‌های مادرمروارید

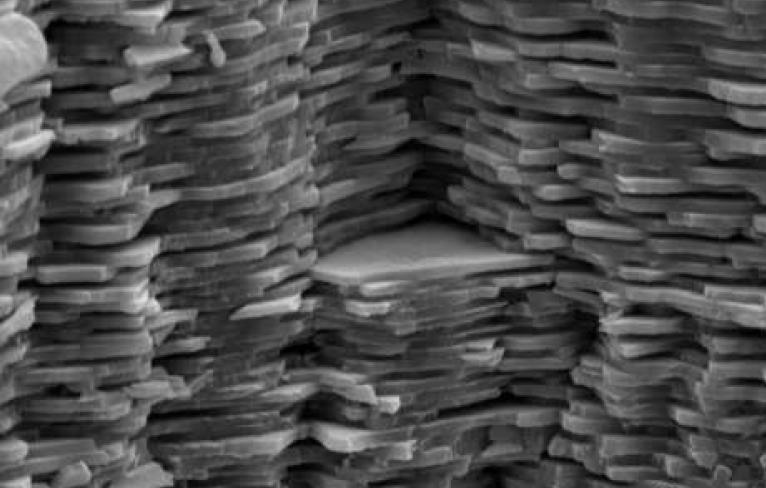
تصویر ذره‌بین الکترونی از شکستگی سطح در مادرمروارید

### ساختار و شکل ظاهری
مادر مروارید از پلاکت‌های شش‌ضلعی آراگونیت (نوعی کربنات کلسیم) به عرض ۲۰–۱۰ میکرومتر و ضخامت ۰٫۵ میکرومتر در یک لایه نازک موازی و پیوسته تشکیل شده است. بسته به گونه، شکل قرص‌ها متفاوت است. در گوش‌دریایی (Pinna)، قرص‌ها مستطیل شکل هستند، و بخش‌های متقارن آنها کم و بیش محلول هستند. شکل قرص‌ها هرچه باشد، کوچک‌ترین واحدهایی که در آنها وجود دارد گرانول‌های گرد نامنظم هستند. این لایه‌ها توسط ورق‌های زهدان آلی (رابط‌ها) متشکل از زیست‌بَسپار کِشسان (مانند کیتین، لاسترین اِی و پروتئین‌های شبیه ابریشم) جدا می‌شوند. این مخلوط از پلاکت‌های شکننده و لایه‌های نازک زیست‌بَسپار کِشسان، مواد را مستحکم و ارتجاعی می‌کند با داشتن ۷۰ گیگاپاسکال در مدول کشسانی و تنش تسلیم تقریباً ۷۰ مگاپاسکال در صورت خشک بودن. مقاومت و انعطاف‌پذیری نیز احتمالاً به دلیل چسبندگی با آرایش «آجرکاری» پلاکت‌ها است که از انتشار ترک عرضی جلوگیری می‌کند. این ساختار، با پل‌زدن‌های طولی چندگانه، چقرمگی آن را بسیار افزایش می‌دهد و آن را تقریباً به اندازه سیلیسیم مقاوم می‌کند.
تنوع آماری پلاکت‌ها تأثیر منفی بر عملکرد مکانیکی (سختی، مقاومت و جذب انرژی) دارد زیرا تغییرشکل از تغییرات آماری رسوب‌گذاری محلی می‌باشد. با این حال، اثرات منفی تغییرات آماری را می‌توان با رابط‌های دارای فشار زیاد در هنگام خرابی همراه با سخت شدن کرنش جبران کرد. از طرف دیگر، مقاومت در برابر شکستگی مادرمروارید با تغییرات آماری متوسط افزایش می‌یابد که مناطق سختی را ایجاد می‌کند که در آن ترک خورده است. اما، تغییرات آماری بالاتر، نواحی بسیار ضعیفی را ایجاد می‌کند که باعث می‌شود ترک بدون مقاومت زیاد باعث کاهش مقاومت در برابر شکستگی شود.
مادرمروارید رنگین‌تاب ظاهر می‌شود زیرا ضخامت پلاکت‌های آراگونیت نزدیک به طول‌موج نور مرئی است. این ساختارهای تداخل امواج سازنده و مخرب با طول موج‌های مختلف و زوایای دید مختلف باعث ایجاد رنگ‌آمیزی ساختاری می‌شوند.
محور سی (c) بلورنگاری تقریباً عمود بر دیواره پوسته است، اما جهت سایر محورها بین گروه‌ها متفاوت است. مشخص شده است که قرص‌های مجاور دارای تفاوت چشمگیری در جهت محور سی (c) هستند که عموماً در ۲۰ درجه عمودی جهت‌گیری می‌کنند. در دوکفه‌ای‌ها و سرپایان، محور بی (b) در جهت رشد پوسته قرار دارد، در حالی که در تک‌لاکه‌ای‌ها محور اِی (a) است که به این شکل تمایل دارد. بهم پیوستن آجرهای مادرمروارید تأثیر زیادی بر سازوکار تغییرشکل و همچنین چقرمگی آن دارد. علاوه بر این، خط اتصال مواد معدنی و آلی منجر به افزایش انعطاف‌پذیری و مقاومت مواد آلی می‌شود.

### نحوه تشکیل

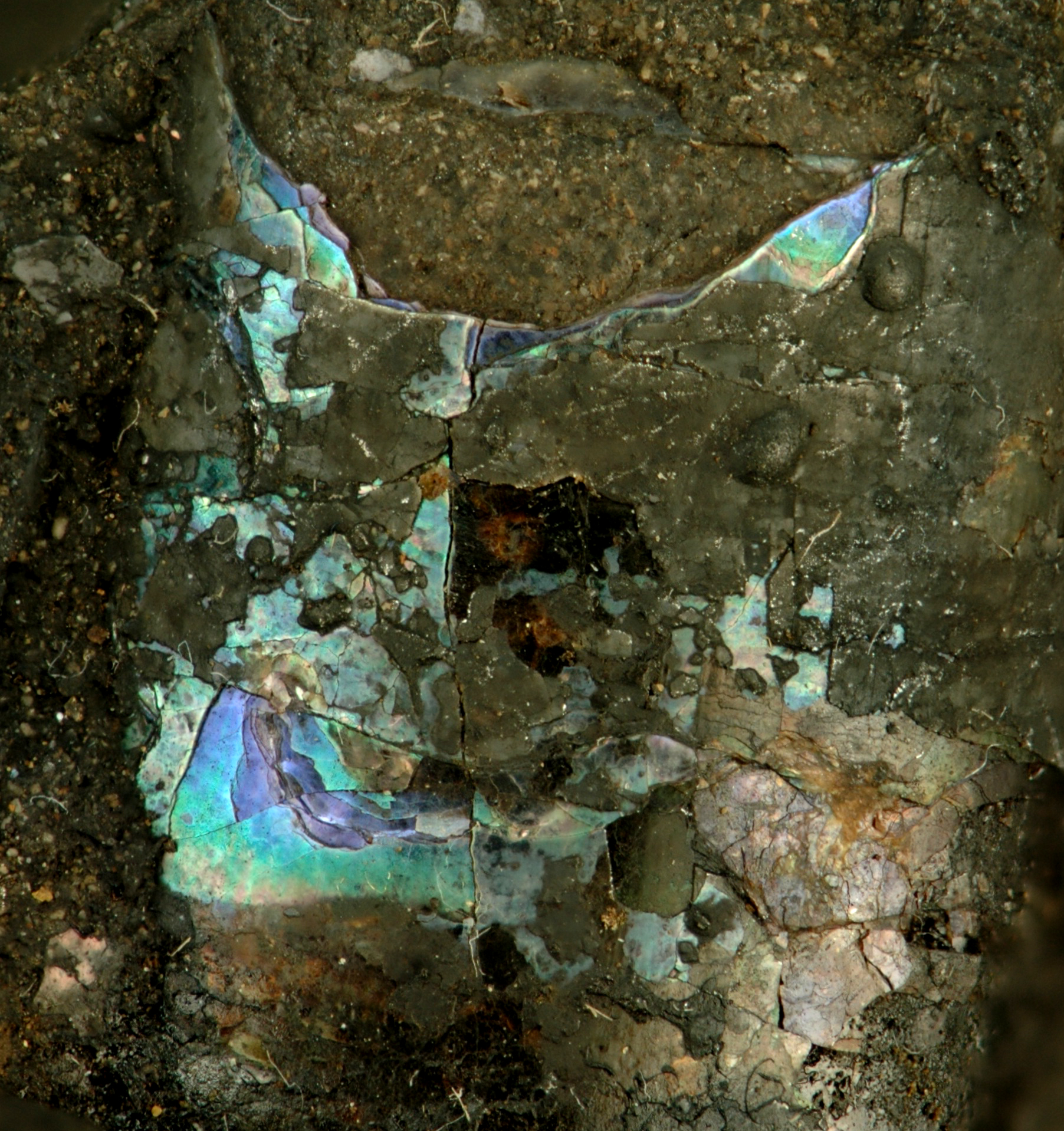
فسیل پوسته مَلوانک‌واران با مادرمروارید رنگین‌تاب حقیقی در سنگ‌آهک آسفالتی فسیل‌کننده، اکلاهما. اواخر پنسیلوانین میانه، که آن را با داشتن فسیل‌های صدف آراگونیتی مادرمرواریدی، قدیمی‌ترین رسوب در جهان می‌کند.

نحوه تشکیل مادرمروارید کاملاً شناخته نشده است. آغاز تجمع اولیه، همان‌طور که در گوش‌دریایی نجیب (Pinna nobilis) مشاهده شد، توسط تجمع نانوذرات (۸۰–۵۰ نانومتر) درون یک زهدان آلی که در پیکربندی‌های چند بلوری لیف‌مانند مرتب شده‌اند، ایجاد می‌شود. تعداد ذرات به‌طور پی‌درپی افزایش می‌یابد و وقتی به بسته‌بندی بحرانی رسید، آنها در پلاکت‌های مادرمروارید اولیه ادغام می‌شوند. رشد مادرمروارید با واسطه مواد آلی انجام می‌شود، شروع، مدت زمان و شکل رشد بلور را کنترل می‌کند. اعتقاد بر این است که آجرهای منفرد آراگونیت به سرعت در ارتفاع کامل لایه مادرمرواریدی رشد می‌کنند و تا زمانی که روی آجرهای مجاور قرار بگیرند گسترش می‌یابند. این تولید شش‌ضلعی بسته‌بندی فشرده مشخصات مادرمروارید را ایجاد می‌کند. آجرها ممکن است بر روی عناصر پراکنده به‌طور تصادفی در لایه آلی، ترکیبات مشخص پروتئین، یا از روی پل‌های معدنی گسترش یافته از قرص زیرین، به‌صورت برآرایی رشد کنند. مادرمروارید با آراگونیت لیفی (یک ماده معدنی شکننده از همان شکل) متفاوت است، به این دلیل که رشد در محور سی (c) (یعنی تقریباً عمود بر پوسته) در مادرمروارید آهسته و در آراگونیت فیبری سریع است.

### عملکرد
مادرمروارید توسط سلول‌های بافت پوششی در گوشته نرم‌تنان مختلف ترشح می‌شود. مادرمروارید به‌طور مداوم بر روی سطح داخلی پوسته رسوب می‌کند، لایه رنگین‌تاب مادرمرواریدی. لایه‌های مادرمروارید سطح پوسته را صاف می‌کند و به بافت نرم در برابر انگل‌ها و آسیب‌های وارده، با قرارگیری لایه‌های پی‌درپی مادرمروارید و دفن کردن آنها کمک می‌کند. این عمل باعث شکل‌گیری یک تاول مرواریدی که به دیواره داخلی پوسته چسبیده یا یک مروارید آزاد در داخل بافت گوشته می‌شود. به این فرایند کیست‌گذاری (encystation) گفته می‌شود و تا زمانی که نرم‌تنان زندگی می‌کنند ادامه می‌یابد.

### در گروه‌های مختلف نرم‌تنان
شکل مادرمروارید از گروهی به گروه دیگر متفاوت است. در دوکفه‌ای‌ها، لایه مادرمروارید از تک‌بلورها در بسته‌بندی فشره شش‌ضلعی تشکیل می‌شود. در شکم‌پایان، بلورها دوقلو می‌شوند و در سرپایان، آنها یک شبه‌شش‌ضلعی هستند که اغلب دوقلو می‌شوند.

#### معماری

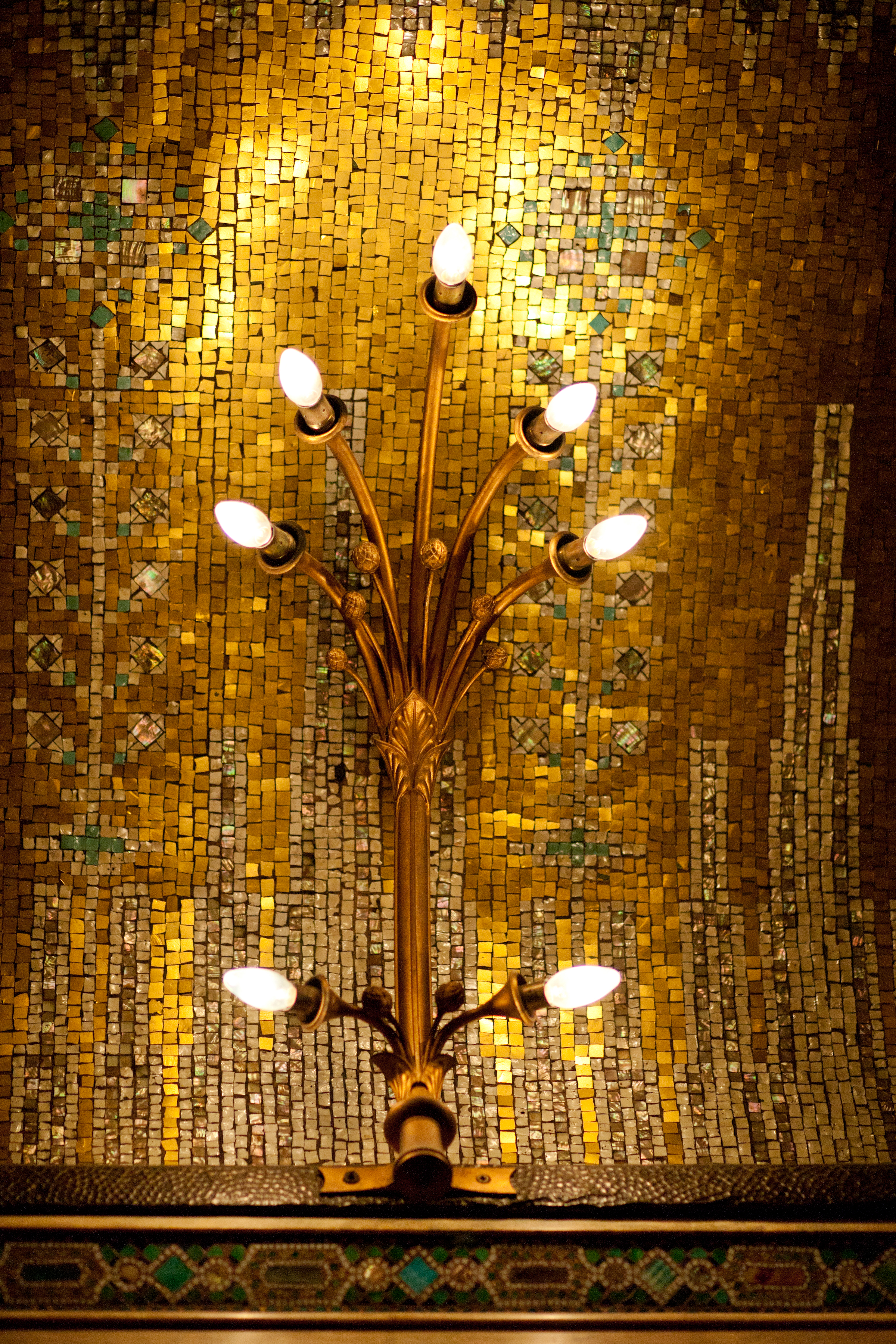
کاشی‌های مادرمروارید سفید، سقف رستوران کرایترین، لندن

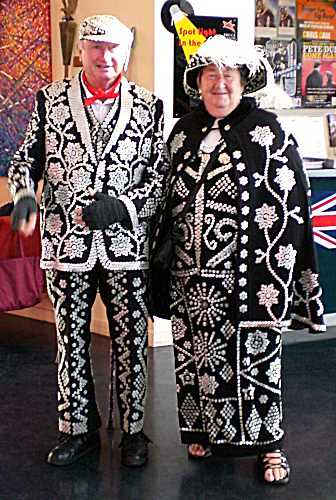
پادشاهان و ملکه‌های مرواریدی

### دیگر

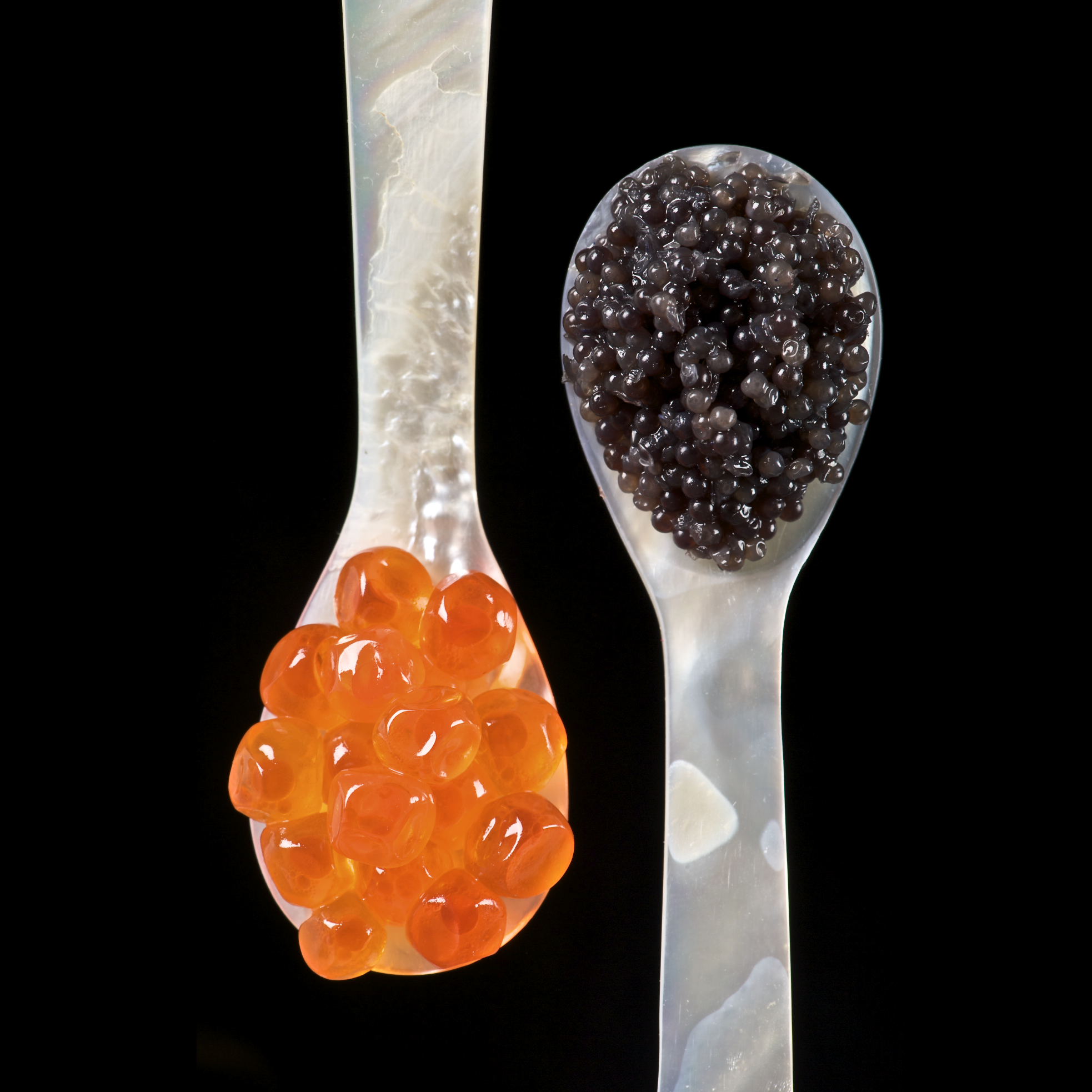
قاشق مخصوص خاویار

## نگارخانه

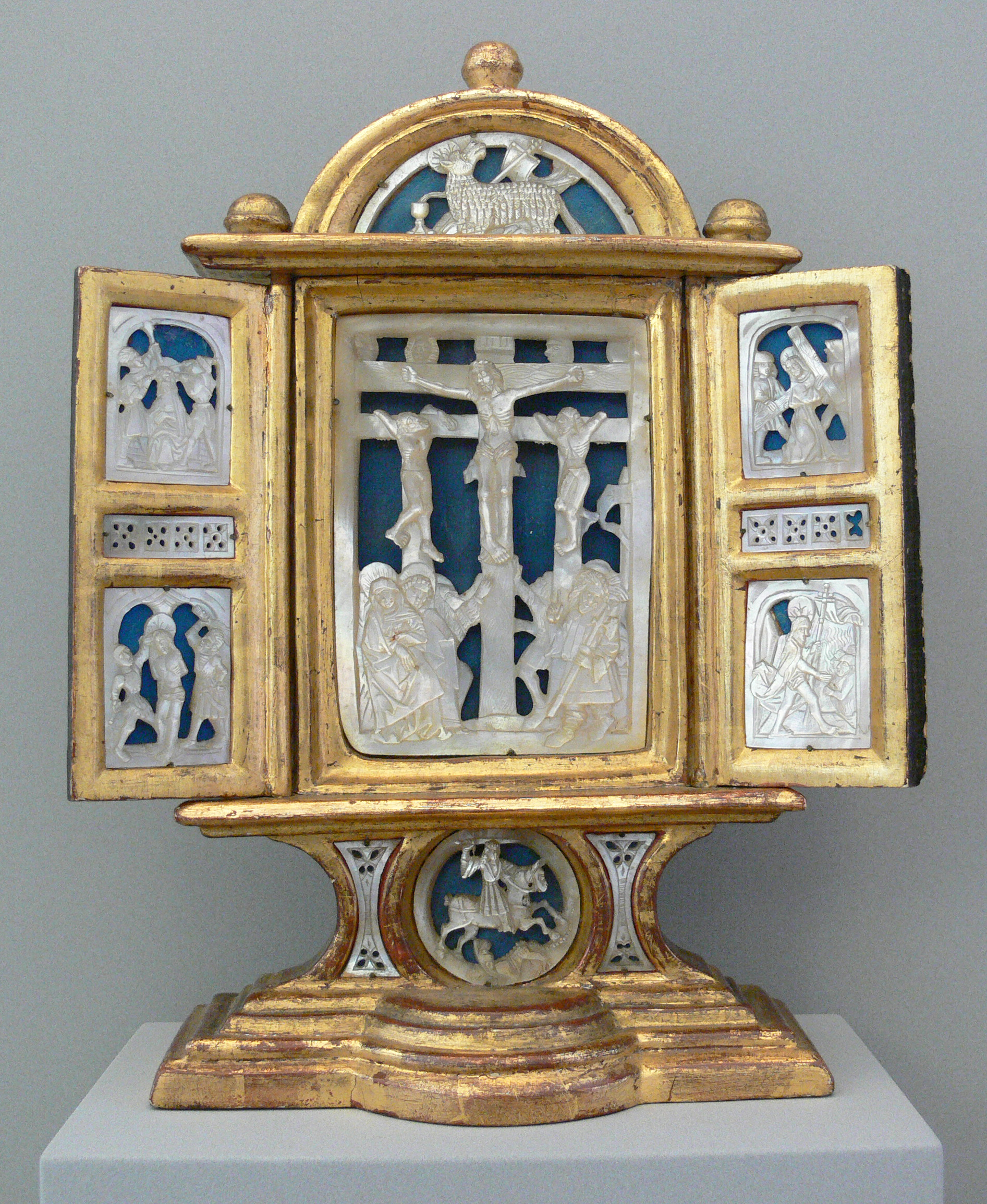
قطعه محراب، حدود سال ۱۵۲۰، با استفاده گسترده از مادرمروارید حک شده.
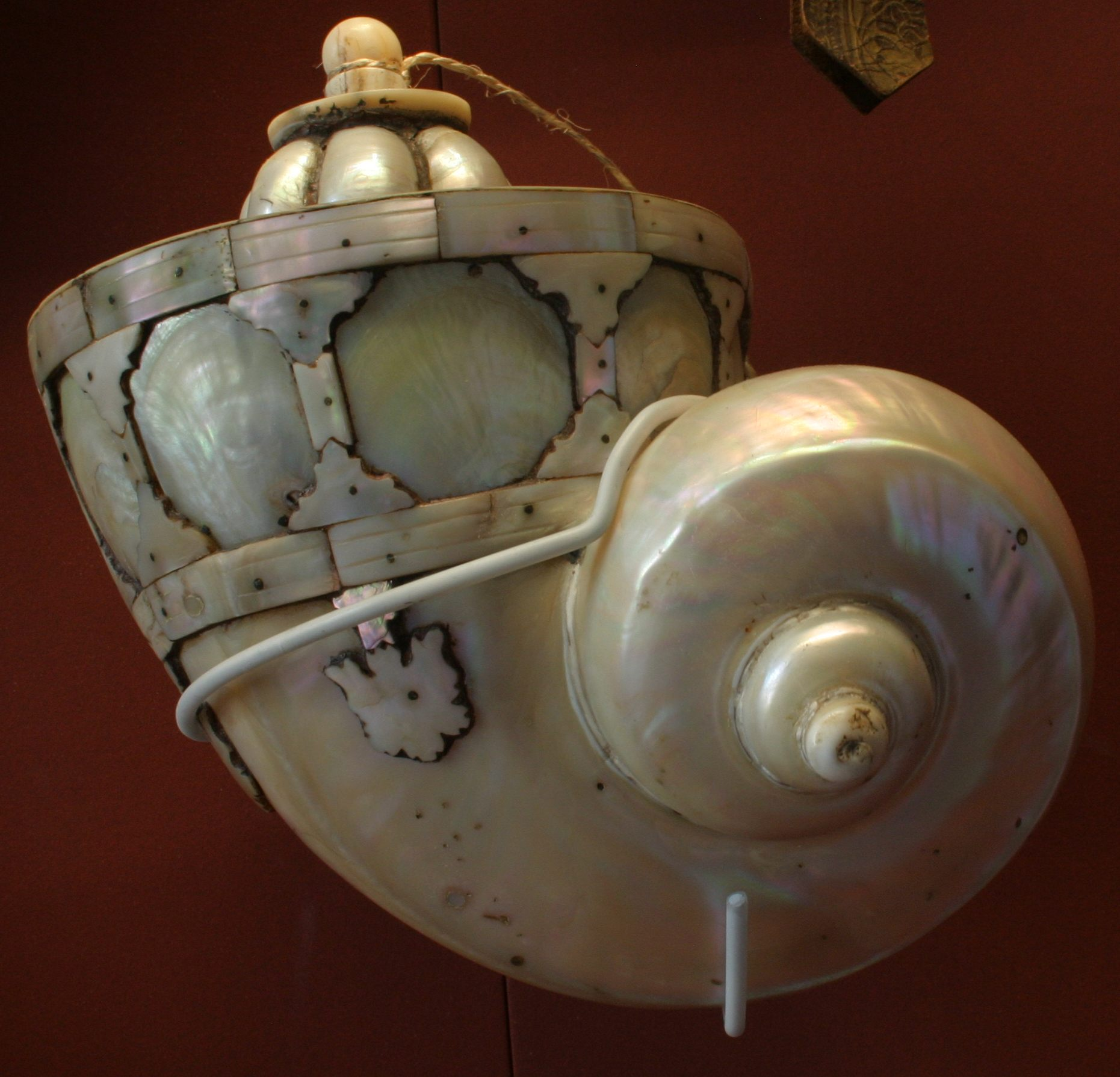
فلاسک باروت مادرمروارید، حدود سال ۱۷۵۰، بیشتر شامل پوسته صیقل خورده یک حلزون دستارپوش مرمرین است.
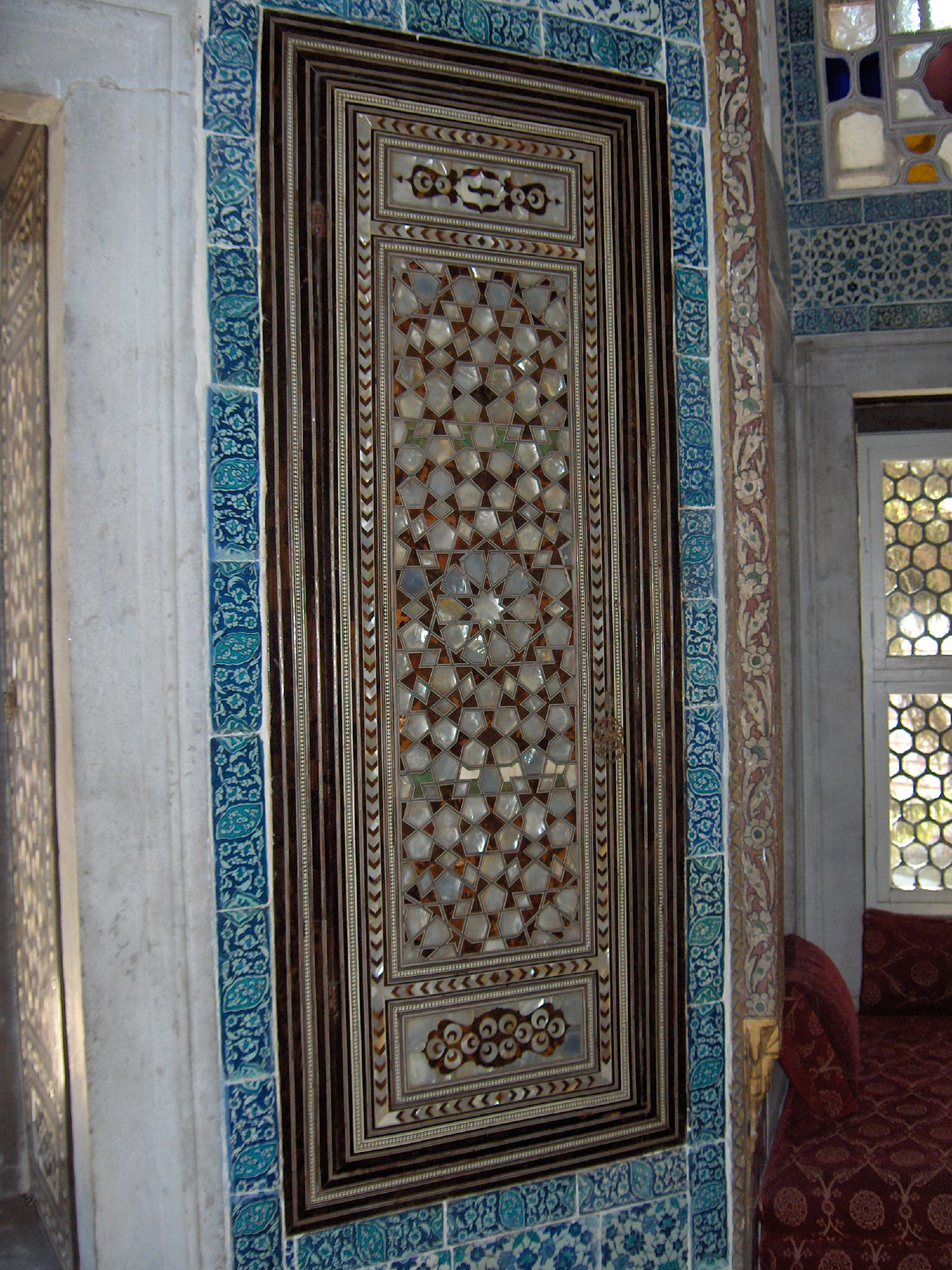
خاتم‌کاری کاشی‌نما با مادرمروارید، غرفه بغداد، کاخ توپ‌قاپی، استانبول.
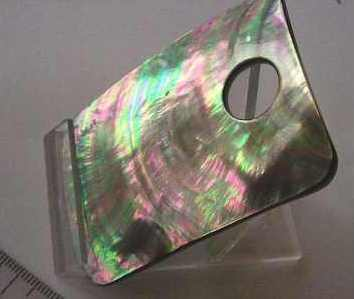
پوسته مادرمرواریدی کار شده برای یک شی تزئینی.
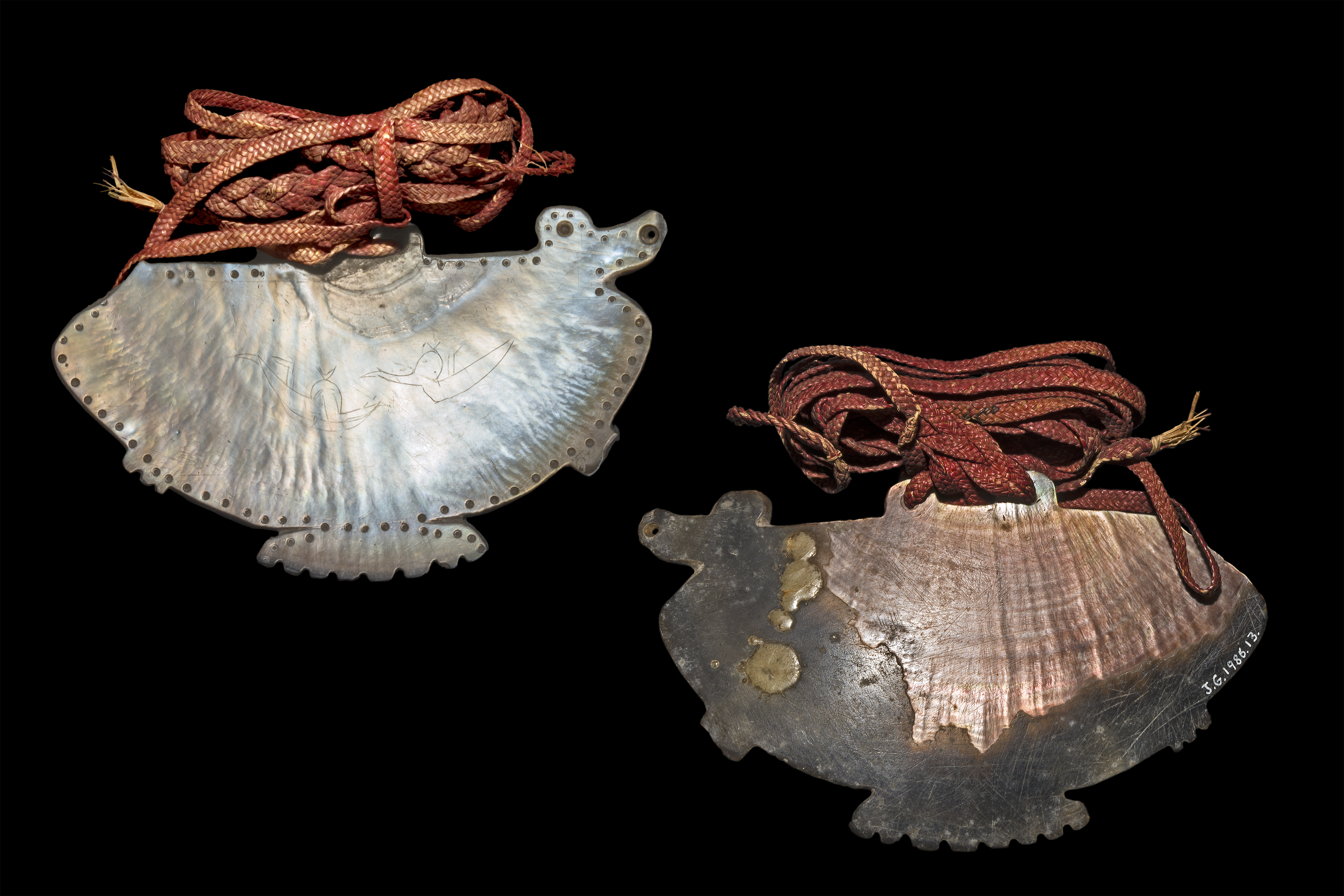
آویز مادرمروارید حکاکی‌شده، جزایر سلیمان، ۱۸۳۸